# Selino (mitología)
Selino, Selinus o Selinunte (en griego antiguo Σελινοΰς, griego moderno Σελινούντας, Selinountas) fue un mítico rey nativo de Egialo, Aigaleia o Egialea en Acaya, Grecia (en la actual Egio). 
Juto, padre de Ion cuando había sido expulsado de Tesalia, se trasladó al reino de Egialo hasta que murió. Ion, entonces, amenazó a los egialos, pero su rey Selino, le ofreció a su hija Hélice. Aceptando la propuesta, Selino los casó y nombró a Ion su sucesor. De esta manera, los egialos pasaron a llamarse jónicos.